# 동전 부적
동전 부적은 병을 치료하고 행운을 가져다 주며 사람들의 행동에 영향을 미치고 특정한 실제 행동을 수행하는 것으로 믿어지는 동전이나 메달이다.
대부분의 동전 부적이 공통점은 해당되는 효과를 얻으려면 신체에 밀접하게 접촉해야한다. 목표를 달성하면 동전에 힘이 영구적으로 존재하는 것으로 여겨져 사실상 부적이 된다.

## 동전에 의한 질병의 치료
성찬식에서 주었던 동전은 류머티즘으로 고통받는 신체의 일부에 문지르면 치료 효과를 낸다고 여겨졌다. "악마의 패배"를 나타내는 동전이나 메달은 영국에서 특별히 주조되었으며 질병과 질병을 줄일 수 있다는 믿음으로 가난한 사람들에게 배포되었다. 동전 부적의 전통은 로마 시대 베스파시아누스 황제(AD 69–79년)가 의식에서 아픈 사람들에게 동전을 주던데서 시작된다.

## 같이 보기
- 새뮤얼 존슨
- 새뮤얼 피프스